# 虎尾鎮
23°42′31″N 120°26′42″E / 23.70861°N 120.44500°E

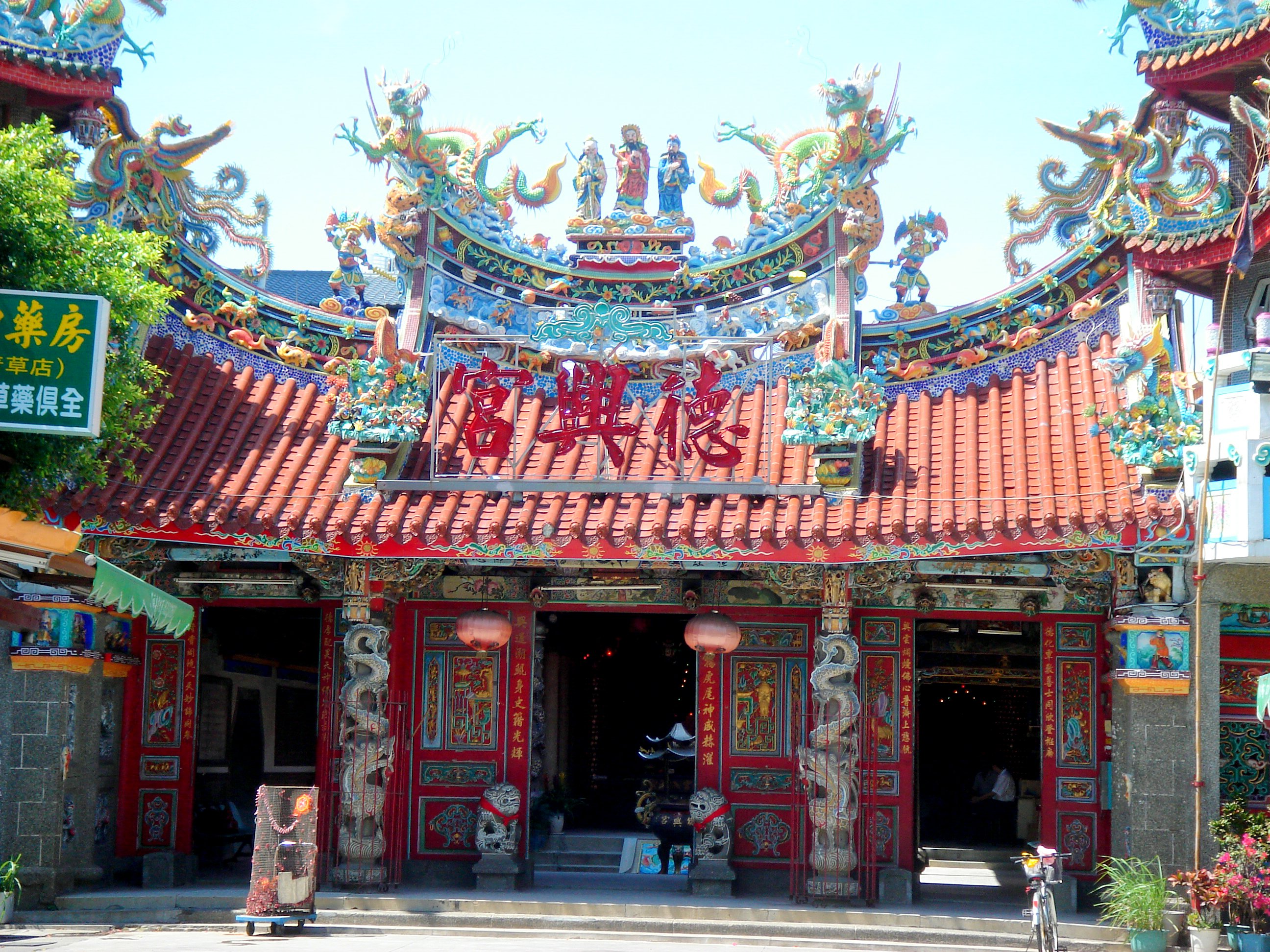
虎尾德興宮

虎尾鎮（白話字：Hó͘-bóe-tìn），舊稱「大崙腳」、「五間厝」，位於臺灣雲林縣中心，臺灣雲林地方法院所在地，是一個因糖廠而興起的城鎮。鎮內人口約7.1萬人，為雲林縣僅次於斗六市的人口第二大行政區。
自日治時期虎尾糖廠的設立，促進了虎尾鎮各項相關交通建設的擴展，且在1920年後成為郡役所所在地，帶動虎尾鎮的商業發展，同時由於地形平坦以及嘉南大圳等水利建設的建立，農業發展逐漸興盛，使其經濟產業以農業和商業為主，且為雲林縣的第二大商業中心。境內的高鐵雲林站與中部科學園區虎尾園區，為虎尾鎮的重要設施。

## 歷史

### 清朝統治前
荷蘭曾經殖民統治臺灣南部，為虎尾有史之始。其《熱蘭遮城日誌》記載此地原居有平埔族「虎尾壠社」（荷蘭語：Fovorlangh），當時該社涵蓋的地區相當廣大，且人數眾多，曾與荷蘭發生戰役。學者詹麗娟推測，｢華武壟｣ （Farvolong）的發音可能就是「虎尾」的由來。
東寧王國（明鄭政權）帶領大批軍士入台和屯墾，此時期據說即有漢人移民虎尾，在今日興中里尾寮清雲宮並有相關的廟宇肇建故事。
關於虎尾地名由來，有一虛構傳說是說在明鄭時期，諸羅北的樹林(大林)有一隻老虎，鄭成功前往攻打，因此當地被稱為打貓，老虎逃到虎尾，鄭成功切其尾，因此叫虎尾。

### 清治時期
1684年，清朝擊潰東寧王國，將全境納入其版圖，劃歸福建省，虎尾當時全境屬臺廈道諸羅縣管轄。1717年（康熙五十六年）的《諸羅縣志》中有「五間厝庄」之記載，一般解釋為虎尾，或者位在他里霧堡（今斗南鎮）的五間厝庄。
1734年（雍正十二年），今土庫鎮、虎尾鎮一帶設大坵田堡，其開墾大致從西往東，故虎尾較土庫開發為晚。該堡之東有一小沙丘（臺灣話稱「沙崙」），周遭稱為大崙腳，據推測為今日虎尾鎮大崙腳公園所在處。雍正年間有記載一條名為「吼尾溪」（後來的虎尾溪）的溪流流經大崙腳之南。
較大規模的漢人開墾發生於乾隆年間，大崙腳庄也在此時發展成大崙腳街。雲林縣誌記載，乾隆24年（1757年），福建閩人郭六才等人至大崙腳招佃開墾，在虎尾溪北邊一處俗稱「后尾」的地方搭建了五間簡陋草寮。此是「五間厝庄」地名比較可信的由來。開墾成功後，郭六才成為大坵田堡最初的大租戶（擁有土庫、虎尾的所有田地）。後來大租權數次轉賣，並於乾隆55年（1788年）因大租戶翁姓涉入漳泉械鬥，大租權被官府抄封。乾隆三十年（1765年），大崙腳居民建德興宮，祀奉池府千歲，人稱｢大崙腳王爺｣，是今日虎尾地區的主要信仰之一。
《台灣通史》卷32記載，林恭等人於咸豐三年四月下旬響應道光末年開始的太平天國之亂，而在台灣發起抗清民軍，賴棕是叛軍領袖之一。《雲林縣採訪冊》記載：｢咸豐三年1853年，賴棕犯嘉義；五月初六日，大崙腳庄曾雞角聚眾應之大坵田堡內大恐。里人陳適均集鄉勇自固，境賴以安。」但同年七月底林恭之亂即被官兵剿滅。
後來不知何年間，大崙腳街荒廢凋零（有一說是：曾雞角之亂時，大崙腳庄就被焚燬 。但似乎與史書記載不合），日治初期繪製的臺灣堡圖上標示為一片墳墓。此後至今，大崙腳一詞也未不再成為虎尾地區的庄名或里名。虎尾溪邊的五間厝庄雖存，但也長年沒落。

### 日治時期
日治時期是虎尾地區，尤其是五間厝迅速繁榮的重要時期。1901年，虎尾地區尚屬臺中縣斗六廳土庫支廳大坵田堡，1906年，大日本製糖株式會社在土庫支廳五間厝庄河岸邊的一塊荒地設立五間厝製糖工場（今虎尾糖廠），不少日本人隨之移居虎尾，並為當地提供就業機會。當時糖廠宿舍區及附近市街已有都市規劃，採棋盤式設計，但仍以日本一貫的種族隔離政策，分為日本員工宿舍區和臺灣員工宿舍區。宿舍區內有公園（今同心公園）、澡堂、神社、火車站（五間厝驛）、教育機構、醫院、旅社等，是雲嘉南地區於日治時期鮮見之規模。1909年時在今天虎尾科技大學第一校區內設置日本人子女才能就讀的小學校斗六小學校五間厝分教場，1921年獨立為台南州虎尾郡尋常高等小學校，即今安慶國小。據1915年的戶口調查，五間厝庄居民兩千餘人中，近半是日本人。次年為紀念日本大正天皇即位五周年，建五間厝神社。
五間厝製糖工場雖名五間厝，但其設立地點是在青埔仔、五間厝之間的空地，隨著糖廠週邊公共設施的建立，逐漸發展成為現在虎尾市區的前身，可以說虎尾是典型的公司市鎮。因為糖廠市街的興起，原本的五間厝聚落遂改稱舊五間厝(現西安里一帶)。

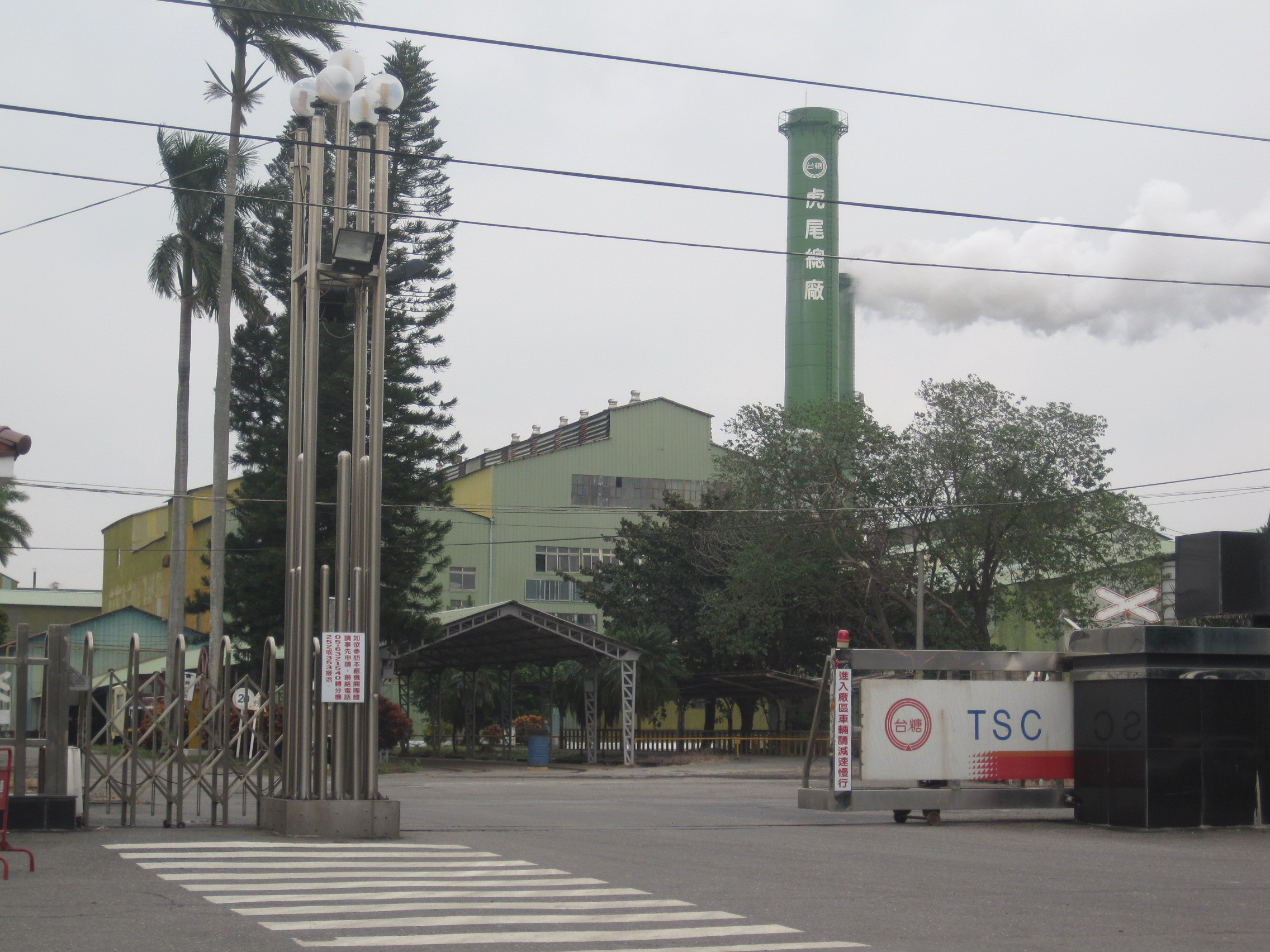
虎尾糖廠。
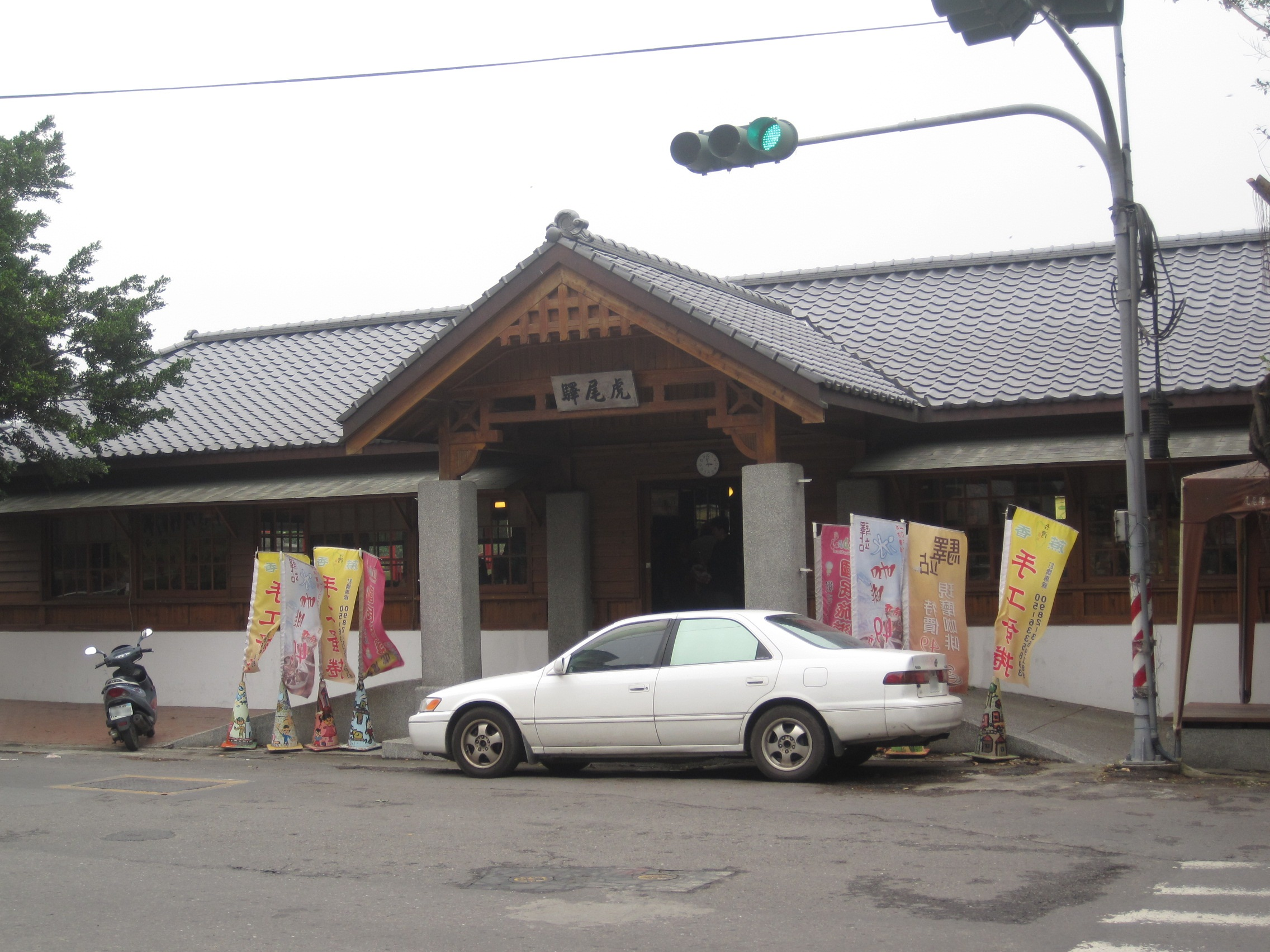
五間厝驛。
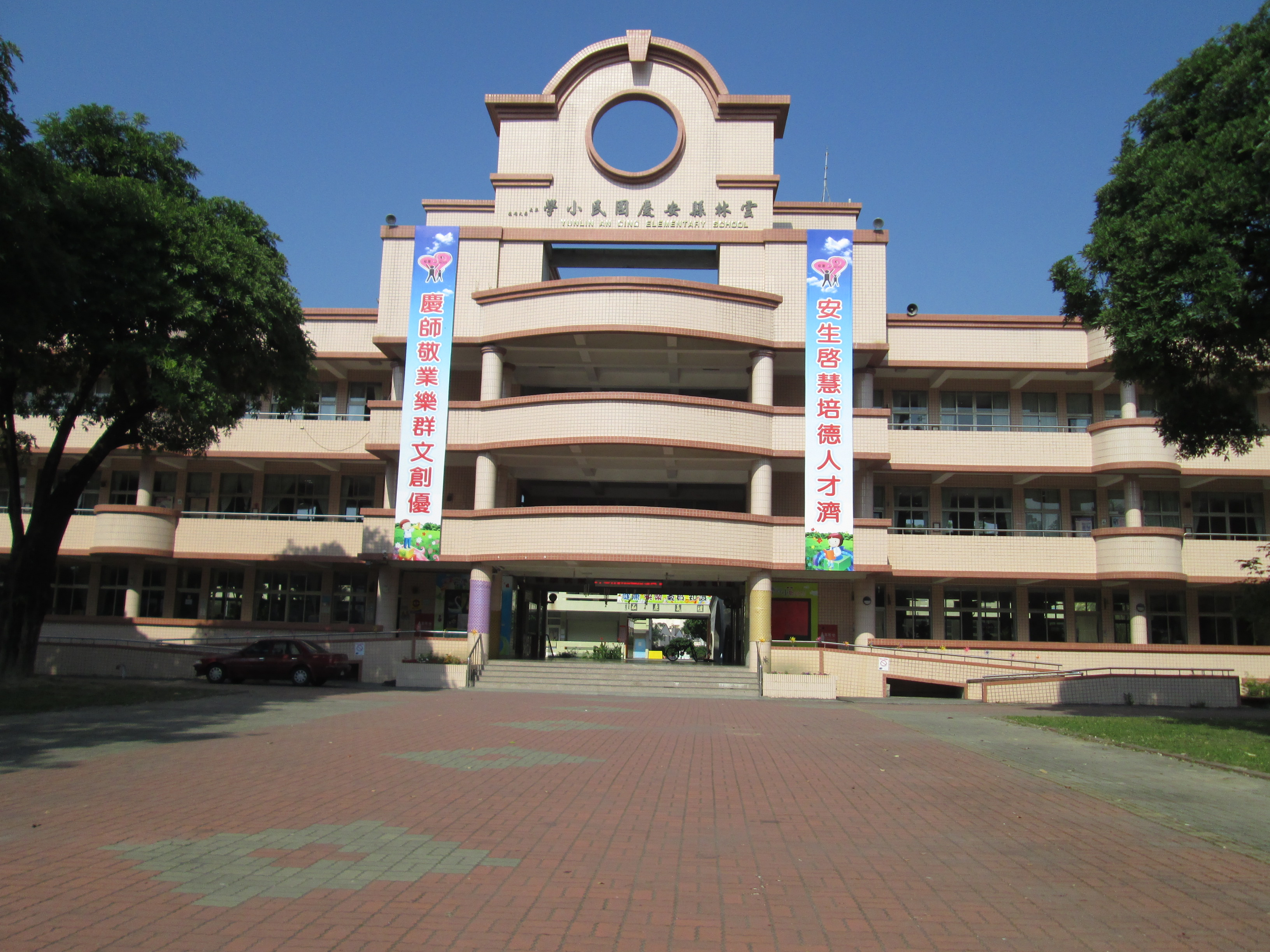
安慶國小。

1920年（大正九年），臺灣行政區劃重劃，日本政府認為五間厝庄發展已經較土庫庄迅速，將改名為虎尾庄的五間厝庄和土庫庄合同周邊各庄建置台南州虎尾郡，虎尾自次取代土庫成為周邊政經、文化中心。虎尾郡役所設於今日虎尾鎮林森路與中山路的路口。1928年，政府成立技職學校虎尾農業補習學校（今虎尾農工）。1933年，虎尾庄升格為虎尾街，人口已有2萬餘人。1936年，日本在虎尾設置虎尾飛行基地，曾為神風特攻隊基地。同年虎尾首間戲院「虎尾座」開設。1939年成立虎尾家政女學校，次年更成立台南州立虎尾高等女學校（後來的省立虎尾女中，1981年併入虎尾高中）。1942年，因應學生數增長，日本在街內設立第二所國民學校虎尾街南國民學校（今日立仁國小），原虎尾街國民學校（今日虎尾國小）則改稱虎尾街北國民學校，即當地耆老口中的“南國民、北國民”。太平洋戰爭開打後的1944年10月，虎尾糖廠與虎尾飛行基地首次遭到美軍轟炸。至日本投降為止，虎尾一帶遭到1,200枚炸彈與燃燒彈攻擊。
日治時代的虎尾街日人甚多，二戰之後，光是虎尾郡被遣送回國的日本人就有七千人，除嘉義市外，以虎尾被遣送的日人為最多。

### 戰後時期
1946年1月成立臺灣省臺南縣政府，將臺南州虎尾郡虎尾街改制為臺南縣虎尾區虎尾鎮，設區署與鎮公所。同年10月由陳餘泉擔任虎尾鎮長，副鎮長為歐登輝。

#### 二二八事件
1947年2月底，省會臺北市發生後來對台灣社會影響深遠的二二八事件。消息約在3月1日晚間傳到虎尾，街上開始發生本省人、外省人之衝突。3月2日凌晨，民眾在吳重庚帶領下佔領虎尾區公所，取得武器並解放被拘留的犯人，虎尾地區秩序大亂，吳重庚無力壓制:92。隨後民眾更組成民軍，以虎尾合同廳舍為根據地:99，一早在仕紳王標領導下進攻虎尾空軍基地，並有斗六、北港等地民軍支援。民軍和國民政府軍隊人數相當，國軍初期以武器優勢略占上風，後來斗六陳篡地給予民軍武器支援後民軍才佔領基地。基地內不少裝備被雲嘉地區民軍侵占。當時附近的外省人多集中在虎尾中山堂，由虎尾區三民主義青年團區隊長陳明崙保護。
國民政府自中國大陸派出的鎮暴軍隊進入虎尾時，民軍渙散解體，國軍在當地搜捕所謂「暴民」。虎尾長老教會附近居民表示，當時有一些民軍躲進教會內，牧師稱教會是美國的，國軍因而放棄搜查，部分民軍因此改信基督新教:96。被捕民軍先遊街示眾，而後槍決。1975年時，有人興建虎尾三姓公廟，祭祀二二八事件中在虎尾東市場被槍決的顧尚泰醫師、李持芳中醫師及從事印刷技工的王濟寧。

#### 雲林設縣
民國三十九年（1950年）8月16日，行政院第145次會議通過將臺灣省由九省轄市八縣改為五省轄市十六縣，並廢掉「區」的層級，並於9月8日公布實施。原臺南縣部分分出臺南縣市、嘉義縣、雲林縣，其中雲林縣是由斗六、虎尾、北港三區所組成，虎尾地區始改為雲林縣虎尾鎮。
當年重新設置雲林縣時，虎尾曾與斗六競爭縣治的位置，但當時斗六之人口、繁華程度與重要性都超過虎尾，且 「置縣暨置縣址委員會」考量縱貫鐵路通過斗六而非虎尾，委員會積極向政府爭取將縣治設在斗六，卻引發虎尾地區居民不滿。最後經協調後，縣治設於斗六市，司法部門雲林地方法院設於虎尾鎮。紛爭平息後，雲林縣政府於民國三十九年（1950年）10月25日成立。隔年推行地方自治，於8月5日進行鄉鎮長選舉，首任民選虎尾鎮鎮長吳興旺於8月15日上任。斗六的經濟和人口從清治時期至今都領先虎尾，1915年時光是斗六堡轄下的斗六街（今日斗六市的市中心）規模已是五千多人，而虎尾這地名還沒出現，只有人口規模從一百到兩千出頭不等的十三個庄。二戰後又因雲林縣治設於斗六鎮（1981年升格為斗六市），數十年的資源挹注使得斗六市在人口和經濟方面的成長都遠勝虎尾鎮。
二戰後台糖曾興盛一段時間，加以空軍基地受訓的新兵會在鎮上消費，虎尾維持了二十幾年快速成長的歲月，1963-69年之間曾經一條路上（和平路）有三間電影院（虎尾戲院=日治時期的虎尾座；國民戲院；黃金戲院）。虎尾戲院在1969年最先結束營業，但1972年在中正路開了白宮戲院，到1977年國民戲院結束營業之前，一座小鎮仍有三間電影院。黃金戲院於1987年結束營業，如今只剩白宮戲院，而白宮戲院也曾於1990年代末及2020年歇業。
1970年代台灣進行產業升級後，農產品初級加工的糖業逐漸沒落，蔗田面積銳減，台糖的農場和糖廠一座接著一座關閉。如今虎尾糖廠是全台僅存在冬天製糖季節還有五分車載運甘蔗原料的地方，但規模業已大不如前。
1980以來，老街區的外圍開發許多新住宅區，行政中心東遷，雲林工專不斷升級為虎尾科技大學的過程帶來商業區西移，百年歷史的中山老街、和平老街、福民老街則因許多建築老舊失修而漸漸褪色，主要商業區變成與中山路垂直的中正路一直延伸到虎尾科技大學後門。1991年開始裁撤虎尾空軍基地，少了軍人讓商業瞬間蕭條許多。

### 現代發展
虎尾鎮經濟型態主要仍是以農業為主，另有農產品原物料、農產品加工，紡織為主的輕工業，以及小規模商業。文教方面，雲林工專升級為國立虎尾科技大學後，學生數擴大到1萬出頭，已是虎尾鎮居民的1/7，帶來龐大消費和房地產租賃需求；虎尾高中成為與斗六高中、私立正心高中齊名的學府；立仁國小和虎尾國小之間的數條街道形成連綿的補教商圈。交通方面，台78線快速道路虎尾交流道、國道一號虎尾交流道與高鐵雲林站等交通設施陸續開通，在後者附近則有中科虎尾園區、台大醫院虎尾分院相繼設立；後者帶來的就醫人潮又使原本就診所林立的鎮上新開了更多各科診所。歷史文物方面，陸續修復了極具歷史價值的虎尾郡役所（作為布袋戲館）、虎尾郡役所官邸（作為雲林故事館）、虎尾合同廳舍、虎尾涌翠閣、虎尾鐵橋、虎尾驛，福民老街整修，並在虎尾糖廠內設立糖業文物館；景觀有北溪厝與過溪仔的彩繪農村；藝文方面有虎尾厝沙龍的修復並作為獨立書屋；日治時期即以高級餐廳面貌登場的｢新高樓｣繼續以｢歸去來茶坊｣之名屹立不搖；觀光方面則有布袋戲傳習中心、農業博覽公園、毛巾觀光工廠和標榜農村體驗的民宿出現。宗教方面，持法媽祖宮在2000年之後大受關注，被譽為最美、最環保的媽祖廟。2017年，雲林縣舉辦2017年臺灣燈會，主燈區設在鎮境內的高鐵特定區。

## 地理

### 地形
虎尾鎮位於雲林縣中心，為近山平原區與海口地區的中繼點，東與莿桐鄉、斗六市相鄰，南鄰大埤鄉、斗南鎮，西邊為土庫鎮，北隔新虎尾溪與西螺鎮、二崙鄉、崙背鄉相隔:143。全鎮地處濁水溪沖積扇之上，係由河川上游的風化板岩、變質沙岩、石英碎屑等物質堆積形成，整體地形平坦，海拔高度約為30公尺:145－146。

### 水文
虎尾鎮北方有新虎尾溪流經，南方則有虎尾溪，為全鎮的兩條重要河川。新虎尾溪全長約50公里，發源於林內鄉，向西流經西螺、二崙、崙背、麥寮等地後，最後在臺西鄉的蚊港出海，沿線盛產稻米、花生等農產品:157。虎尾溪為北港溪的上游，為該溪流域的水系一部分，並在虎尾鎮境內與石牛溪匯流:158。舊虎尾溪發源於虎尾鎮，嘉南大圳濁水溪幹線貫穿鎮區。

### 氣候
虎尾鎮氣候為夏季較長且炎熱，全年溫度約在攝氏15至30度之間，月均溫最高為7月的攝氏29.4度，最低為1月的攝氏16.3度。年雨量介於1,200毫米至1,500毫米之間，8月的雨量472.7毫米最多，12月的17.7毫米最少:155。

### 人口
根據雲林縣虎尾戶政事務所統計，2024年底虎尾鎮戶數約2.8萬戶，人口約7.1萬人，人口密度每平方公里約1,031人，鎮內人口最多與最少的里分別是平和里與建國里，2024年底兩里人口分別為6,143人與652人。虎尾鎮人口中有12.93%是0至14歲人口，69.14%是15至64歲人口，17.93%是65歲以上人口。

## 政治

### 歷任首長
| 任次 | 姓名   | 政黨               | 備註             |
| ---- | ------ | ------------------ | ---------------- |
| 1    | 吳興旺 |                    |                  |
| 2    | 吳興旺 |                    |                  |
| 3    | 王玄政 |                    |                  |
| 4    | 王玄政 |                    |                  |
| 5    | 周礎   |                    |                  |
| 6    | 周礎   |                    |                  |
| 7    | 陳色田 |                    |                  |
| 8    | 陳俊惠 |                    |                  |
| 9    | 黃良行 |                    |                  |
| 10   | 黃良行 |                    |                  |
| 11   | 張世和 | 中國國民黨         |                  |
| 12   | 張世和 | 中國國民黨         |                  |
| 13   | 周榮源 | 中國國民黨         |                  |
| 14   | 周榮源 | 中國國民黨         |                  |
| 15   | 陳振輝 | 中國國民黨         |                  |
| 16   | 林文彬 | 民主進步黨         |                  |
| 17   | 林文彬 | 民主進步黨         |                  |
| 18   | 丁學忠 | 無黨籍             |                  |
| 19   | 丁學忠 | 無黨籍→ 中國國民黨 | 任內轉任立法委員 |
| 19   | 吳秀儀 | 無黨籍             | 代理             |
| 19   | 林嘉弘 | 無黨籍             | 現任             |

### 鎮政組織

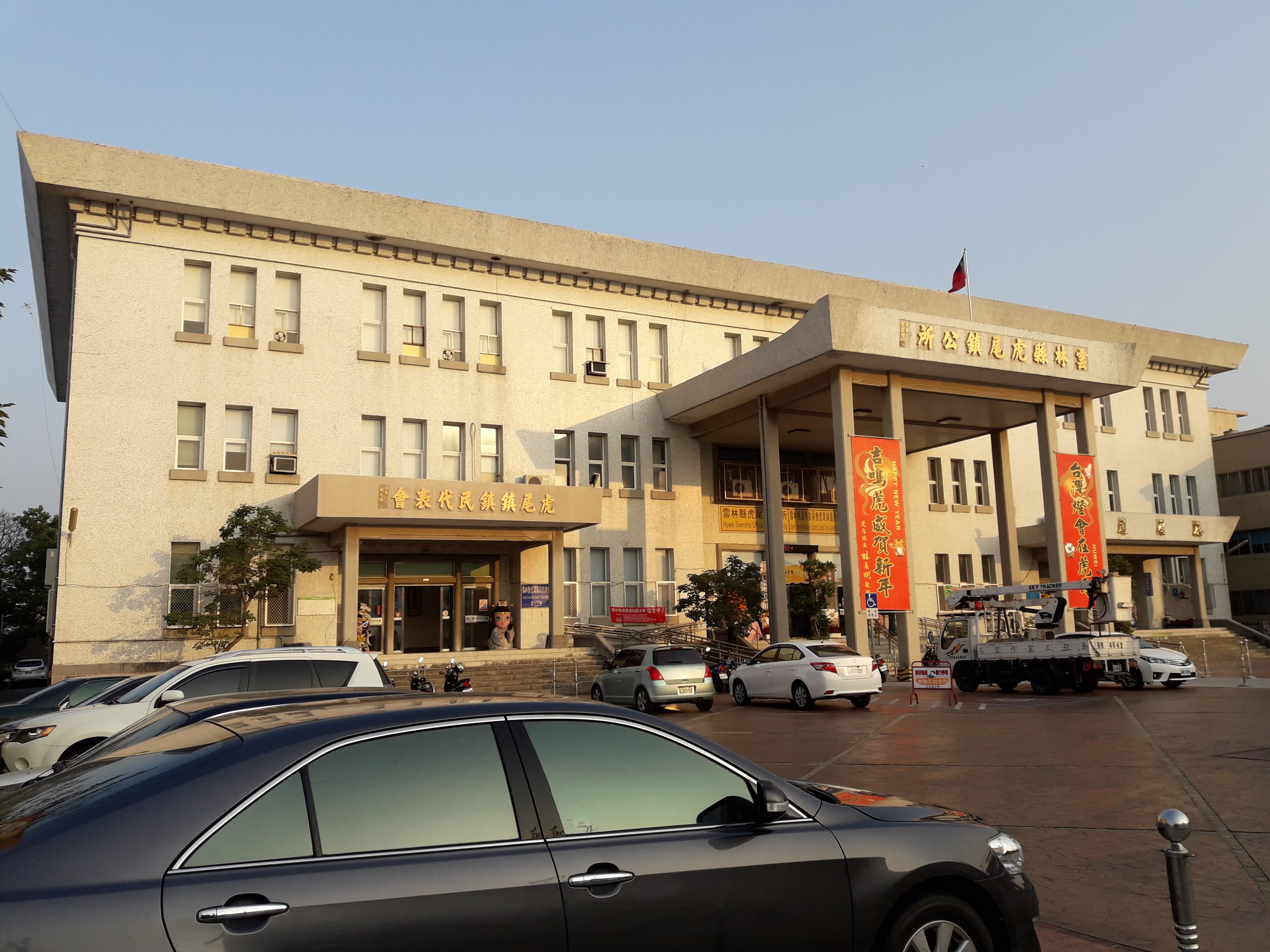
虎尾鎮公所

虎尾鎮公所是虎尾鎮最高層級的地方行政機關，在中華民國政府架構中為縣轄鎮自治的行政機關，同時負責執行縣政府及中央機關委辦事項，虎尾鎮的自治監督機關為雲林縣政府。鎮長由全體鎮民直接選舉產生，任期為四年，可連選連任一次。虎尾鎮公所並置鎮政會議，為鎮政最高決策機構，在鎮長之下，設有5課4室等9個內部單位及7個附屬機關。
虎尾鎮民代表會是虎尾鎮的最高民意機關，代表虎尾鎮全體鎮民立法和監察鎮政。鎮民代表由公民直選選出，任期為四年，可連選連任。虎尾鎮民代表會共有13位鎮民代表，分別為第一選區8席鎮民代表、第二選區2席鎮民代表、第三選區2席鎮民代表、第四選區1席鎮民代表，主席、副主席由13位鎮民代表互選產生。

### 行政區
現今虎尾鎮行政範圍的確立，來自於1920年，日本將臺灣改為五州二廳，設虎尾庄屬臺南州虎尾郡。虎尾庄轄虎尾、大屯子、北溪厝、竹圍子、牛埔子、平和厝、埒內、廉使、蕃薯、湳子、三合、過溪子、惠來厝等13個大字:551。1933年12月20日，虎尾庄改制為「虎尾街」。1946年1月，改為「虎尾鎮」，屬臺南縣虎尾區。1950年調整行政區域並裁撤區署，虎尾鎮改隸新成立的雲林縣:552。
虎尾鎮共轄29個里:144，其行政區域分布情形為：
| 次分區 | 里名   | 里名   | 里名   | 里名   | 里名   | 里名   | 里名   | 里名   | 里名   | 里名   | 里名   | 里名   | 里名   | 里名   |
| ------ | ------ | ------ | ------ | ------ | ------ | ------ | ------ | ------ | ------ | ------ | ------ | ------ | ------ | ------ |
| 南區   | 東仁里 | 新興里 | 公安里 | 德興里 | 中山里 | 西安里 | 立仁里 | 安慶里 | 平和里 | 興南里 | 新吉里 | 穎川里 | 延平里 | 建國里 |
| 北區   | 埒內里 | 堀頭里 | 安溪里 | 興中里 | 廉使里 |        |        |        |        |        |        |        |        |        |
| 東區   | 惠來里 | 頂溪里 | 中溪里 | 下溪里 |        |        |        |        |        |        |        |        |        |        |
| 西區   | 東屯   | 西屯   | 芳草里 | 墾地里 | 北溪里 | 三合里 |        |        |        |        |        |        |        |        |

| 虎尾鎮行政區劃 |
|                |

### 警政
雲林縣警察局設有雲林縣警察局虎尾分局，轄區包括虎尾鎮、土庫鎮、褒忠鄉和元長鄉，其設於虎尾鎮內的派出所有：
- 虎尾派出所
- 埒內派出所
- 惠來派出所
- 大屯派出所

## 司法管轄
虎尾鎮屬於臺灣雲林地方法院、臺灣雲林地方檢察署轄區。
虎尾地區訴訟業務於日治時代最初由「台南地方法院虎尾出張所」掌理司法及登記業務，戰後先改由「臺灣臺南地方法院」繼續管轄，1947年隨即成立並改隸「臺灣嘉義地方法院暨臺灣嘉義地方法院檢察處」管轄，並分別於1956、1957年在虎尾鎮設置「雲林庭」及「檢察官雲林辦公處」，分掌司法審判（僅民事案件，刑事案件仍歸嘉義本院審理）及檢察業務。後因業務成長，於1964年獨立為「臺灣雲林地方法院」，院址設於虎尾鎮內，建設經費由各級政府共同分擔，並由虎尾鎮公所提供原日治時代虎尾郡規劃興建新郡役所廳舍之機關用地，建物由臺中監獄外役隊興建，同址於審檢分隸前設有「臺灣雲林地方法院檢察處」，審檢分隸後獨立為「臺灣雲林地方法院檢察署」，後再隨法院組織法修法而改稱「臺灣雲林地方檢察署」，直至現今法院及檢察署仍共用部分建物。
「臺灣雲林地方法院」負責刑事、民事、家事第一審案件的審理、非訟事件的裁定、司法登記、民事強制執行、提存等業務，院址設於虎尾鎮內，並附設有虎尾簡易庭，為審理雲林虎尾、西螺等地區簡易程序訴訟的司法機關。
「臺灣雲林地方檢察署」負責刑事案件的偵查、向法院提出公訴、指揮執行法院刑事判決結果的刑罰、執行被告或受刑人的觀護處分、犯罪被害人保護、協助並保護更生人回歸社會等業務。

## 矯正機關
法務部矯正署於鎮內設有法務部矯正署雲林監獄、法務部矯正署雲林第二監獄。「法務部矯正署雲林監獄」設置於虎尾鎮興南里，「法務部矯正署雲林第二監獄」設置於虎尾鎮建國里。
最初於臺灣雲林地方法院旁設置「臺灣雲林看守所」負責羈押刑事被告，但雲林地區當時尚未設立監獄，故亦由雲林看守所代為執行刑罰，1967年成立「臺灣雲林監獄」，初時與雲林看守所合署辦公，至1972年雲林監獄設址於虎尾鎮興南里，監獄及看守所始完全分離。
監、所分離後，雲林看守所並附設少年觀護所收容少年案件少年。後因關押人數增加，原建築不敷使用，於2000年啟用位於虎尾鎮建國里、原空軍眷村建國四村位置之新建舍房，並於同年9月改組為「臺灣雲林第二監獄」，除維持看守所原本羈押刑事被告、少年觀護所收容少年之業務外，亦增加刑事案件刑罰執行之受刑人、吸毒者之勒戒等監獄、勒戒所業務。原法院旁看守所建物，移轉給同樣因業務成長導致原建物不敷使用的檢察署使用。
2011年因應法務部矯正署成立，「臺灣雲林監獄」、「臺灣雲林第二監獄」均改制改隸，改稱法務部矯正署雲林監獄」、「法務部矯正署雲林第二監獄」。現兩座監獄皆有設置監獄工廠及技訓班，承攬民間產品生產業務或是由監所受刑人自行生產產品販售，輔導受刑人職業技能並自力賺取獄中生活所需開銷，幫助受刑人出獄後有能力返回社會生活。
- 雲林監獄：木工、陶藝、印刷、縫紉、烘焙（未對外販售）。
- 雲林第二監獄：水電技訓、電銲技訓、紙品（紙袋、金紙）代工、機織代工、五金代工、縫紉、釀造（醬油）、琉璃彩繪、園藝（未販售）。

## 經濟

### 農業
虎尾鎮地勢平坦、土地肥沃，適合事農，農產品有甘蔗、水稻、花生、甘薯、蘆筍、大蒜、玉米等；也積極推動花卉外銷，主要以劍蘭、多花菊、夜來香為主。此外，經濟型農作物除了早年興中里栽種的鐵樹外，現今惠來里也種植薰衣草。

### 科學園區
中部科學工業園區虎尾園區
- 入駐廠商有友霖生技、友杏生技、王子製藥、矽品精密、台灣小原光學、銘安科技、元翎精密工業、李長榮化工、富喬工業、台灣立期
- 標準廠房

### 金融機構

#### 中華郵政
- 虎尾郵局
- 虎尾圓環郵局
- 虎尾科技大學郵局

#### 農會
- 虎尾鎮農會
- 德興分部
- 大屯分部
- 惠來分部
- 頂溪分部
- 立仁分部

#### 銀行
- 臺灣銀行
- 臺灣土地銀行
- 第一商業銀行
- 華南商業銀行
- 彰化商業銀行
- 合作金庫商業銀行
- 臺灣中小企業銀行
- 台北富邦銀行
- 台中商業銀行
- 京城商業銀行
- 元大商業銀行

#### 證券
- 元富證券虎尾分公司
- 元大證券虎尾分公司
- 中信證券虎尾分公司
- 兆豐證券虎尾分公司
- 凱基證券虎尾分公司
- 富星證券股份有限公司
- 永豐金證券虎尾分公司
- 富邦綜合證券虎尾分公司

## 文化

### 古蹟、文化資產
虎尾郡役所、虎尾郡守官邸、虎尾合同廳舍、虎尾登記所、虎尾涌翠閣、虎尾舊水塔、虎尾鐵橋、虎尾驛、建國眷村、中央廣播電臺虎尾分臺等。

#### 廣播電臺
財團法人中央廣播電台在虎尾鎮曾設有分台，短波發射功率100千瓦，主要對中國大陸播出財團法人中央廣播電台的國語節目。因短波可能會影響高鐵行車安全，央廣已確定在2013年底停播虎尾分台。

### 體育
境內舉辦的「虎尾巾都馬拉松」因補給豐盛，一時造成話題。

### 宗教信仰

#### 王爺信仰
虎尾德興宮，主祀池府千歲，在地人稱「王爺公、大崙腳王爺、虎尾王爺」，為虎尾最悠久的廟宇，有三百多年歷史，同時見證虎尾歷史發展，為虎尾最重要的信仰中心，每年池府千歲聖誕遶境，虎尾德興宮以及虎尾街上更是擠的水洩不通、熱鬧非凡。
虎尾新興宮，主祀吳府千歲。

#### 媽祖信仰
虎尾天后宮，主祀天上聖母、玉二聖母，鎮殿媽為臺南祀典大天后宮所分靈，開基媽為臺南山上天后宮所分靈之玉二媽、天二媽，在地人稱「二媽廟」。
虎尾福安宮，主祀天上聖母，為鹿港新祖宮、鹿港天后宮分靈，早期為虎尾糖廠員工所拜，以及蓋在虎尾糖廠旁的原因，在地人稱「糖廠媽」。
虎尾持法媽祖宮，被稱為全國最美的媽祖廟之一，也被稱為「陸上湄洲島」，還有一年只開放四天供參觀的「石雕園和梳妝園區」。

#### 清水祖師信仰
虎尾鎮屬清水祖師信仰者有建於1975年的頂湳泰安寺和建於1908年的中湳安泰寺。

#### 佛教
虎尾寺是雲林的名勝古剎，長久以來一直是虎尾重要的地標，創建於民國六年（1917年）。座落於虎尾鎮和平路民生路與華南路之間的虎尾寺是也鎮內唯一的純比丘尼修行道場。 虎尾鎮也有其他的佛教寺院如龍善寺、虎尾安溪慧日講堂、法鼓山虎尾共修處等。國際佛光會中華總會-虎尾分會成立於1993年，會員有一百六十人。

#### 一貫道
民國37年（1948年），韓雨霖奉師母孫素貞之命至臺灣開荒辦道，因渡化斗六人李清賀而至雲林縣傳一貫道。在陳鴻珍、林書昭、林廷才等人協助下道務日漸興盛。該教在虎尾鎮有三寶堂、三寶宮、濟公禪寺等三間佛堂。
三寶堂是一貫道發一崇德雲林道場六和區的公共佛堂，建於1966年，創建人李靈木家族多為該組線六和區道親。主祀中壇太子元帥，有扶鸞活動。三寶宮是李靈木鑑於附近道親日多而發願興建，供道親集會的廟宇佛堂，於1997年落成，主祀明明上帝。主要慶典活動為農曆3月15日明明上帝聖誕。濟公禪寺的前身是朱厚璽於1974年興建的濟公禪院，作為發一崇德雲林道場雲祥區聚會場所。1995年改建為今九層樓建築。主祀萬國教主（濟公活佛）。

#### 基督教
- 台灣基督長老教會虎尾教會：台灣基督長老教會嘉義中會虎尾教會位於虎尾市區公安路上，設立於1929年，由土庫教會分設，為虎尾之基督信仰中心
- 中華浸信宣道會虎尾教會
- 基督教虎尾浸信會
- 虎尾福氣教會
- 虎尾靈糧堂
- 虎尾鎮召會
- 虎尾至寶教會
- 真耶穌教會虎尾教會
- 嘉義教區虎尾耶穌聖心堂

### 民俗活動

#### 大崙腳王爺聖誕繞境
虎尾德興宮主祀池府千歲，為虎尾信仰中心，在地人稱王爺公、大崙腳王爺，每年農曆6月18日為池府千歲聖誕，德興宮會舉行平安繞境，每年皆熱鬧非凡，早期在這天虎尾人皆會辦流水席請客，因此在這天外地人進到虎尾都會發現市場都沒東西了，因為家家戶戶都買光回去辦桌宴客了，甚至當天車子要停在郊外才能走進虎尾市區，後來時代變遷也漸漸越來越少人宴客，不過德興宮仍然會舉行聖誕繞境，虎尾人也會前往德興宮向王爺祝壽，也顯示出王爺公在虎尾人的重要位置。

#### 虎尾中元文化祭
虎尾中元文化祭，最初只是居民們於農曆7月15日中元節當天，以集體大拜拜的方式，聚集在街道旁，祭拜陰間無家可歸，漂浮在外的孤魂野鬼，各路「好兄弟」們。這種集體大拜拜形式的市仔普，其實就像街普、廟普，目的只是向鬼魂們示好及超渡，祈求閤家平安，生意興隆。
後來的虎尾中元祭全鎮會劃分為七個區域舉行，每年從7月1日起，各區就開始搭建普壇，準備各種香案及祭品。各個普壇都設有拜亭，擺置紙糊羽林真君、翰林所、同歸所、孤衣山，以及長達數百公尺的供桌，以供參拜民眾放置供品。最近幾年，隨著經濟能力的提升，虎尾中元祭排場越來越大，祭品也越來越豐富，一入夜晚，整個虎尾市街沐浴在炫亮的燈海及歌舞聲中。至今虎尾中元祭已成為地方上的一大盛事，臺灣民間更有流傳著「北基隆、南虎尾」一俗語。

#### 國際偶戲節
由於雲林縣為全臺布袋戲發展的一大中心，許多布袋戲大師皆出自雲林，為展現布袋戲故鄉的文化特色，因此縣政府自1999年開始每年舉辦偶戲節活動，在地方與政府積極的耕耘下已奠基為雲林年度一大盛會，藉著來自不同國家的偶戲表演者和國內各個戲劇團體的展演活動，在交流、觀摩中，給予國內民眾有機會欣賞到多元的偶戲技藝文化，更期活動的展現，有計畫將傳統藝術的新活力注入國人心中。
主場地：虎尾鎮布袋戲館、合同廳舍、雲林故事館及周邊腹地，位於林森路二段，麥當勞前郵局正對面，虎尾的市中心。預計民國112年位於農博公園的布袋戲傳習中心落成後將移至此舉辦展演。

#### 五間厝白鶴陣
「白鶴陣」是「宋江三陣」中最罕見、幾乎失傳的一陣。西安里五間厝的「白鶴陣」其前身即為宋江陣，所不同的是五間厝「白鶴陣」打的拳路招式是少林寺「軟拳」，異於宋江陣的少林寺「實拳」，而且早期五間厝「白鶴陣」都是由女性表演，這也是白鶴陣不同於宋江、金獅兩陣的特色。
依前西安里里長、鎮長林文彬所言，1946年左右，一位來自北港新崙的老師傅到虎尾一帶附近開館教授武術，「一開始先學『白鶴拳』，半年之後再學『白鶴陣』。傳承至今，只剩下五間厝還保留著。而每年的農曆五月十三是『鎮興宮』的廟慶，所以白鶴陣就擔負起遶境、護駕的角色，進而演變成習俗。」

## 教育

### 大專院校
- 國立虎尾科技大學
- 國立臺灣大學雲林分部
  - 國立臺灣大學醫學院（部分教學、研究單位分設至分部）
  - 農業推廣教育中心（鋤禾館）
  - 國立臺灣大學植物教學醫院雲林分院
  - 國立臺灣大學生物資源暨農學院動物疾病診斷中心雲林分部

### 高級中等學校
- 國立虎尾高級中學
- 國立虎尾高級農工職業學校
- 雲林縣私立揚子高級中學
- 雲林縣私立大成高級商工職業學校

### 國民中學
- 雲林縣立虎尾國民中學
- 雲林縣立崇德國民中學
- 雲林縣立東仁國民中學

### 國民小學
- 雲林縣虎尾鎮虎尾國民小學
- 雲林縣虎尾鎮中正國民小學
- 雲林縣虎尾鎮立仁國民小學
- 雲林縣虎尾鎮光復國民小學
- 雲林縣虎尾鎮大屯國民小學
- 雲林縣虎尾鎮拯民國民小學：前身為空軍子弟學校，為紀念中華民國空軍葉拯民將軍殉國而改名，曾因人數過少併入大屯國民小學，而後才以公辦民營的方式獨立出來。[38]
- 雲林縣虎尾鎮廉使國民小學
- 雲林縣虎尾鎮中溪國民小學
- 雲林縣虎尾鎮平和國民小學
- 雲林縣虎尾鎮安慶國民小學
- 雲林縣虎尾鎮惠來國民小學

## 衛生福利
- 國立臺灣大學醫學院附設醫院雲林分院虎尾院區
- 天主教若瑟醫院
- 國家衛生研究院高齡醫學暨健康福祉研究中心（設於國立臺灣大學雲林分部內）

## 交通

### 高速鐵路

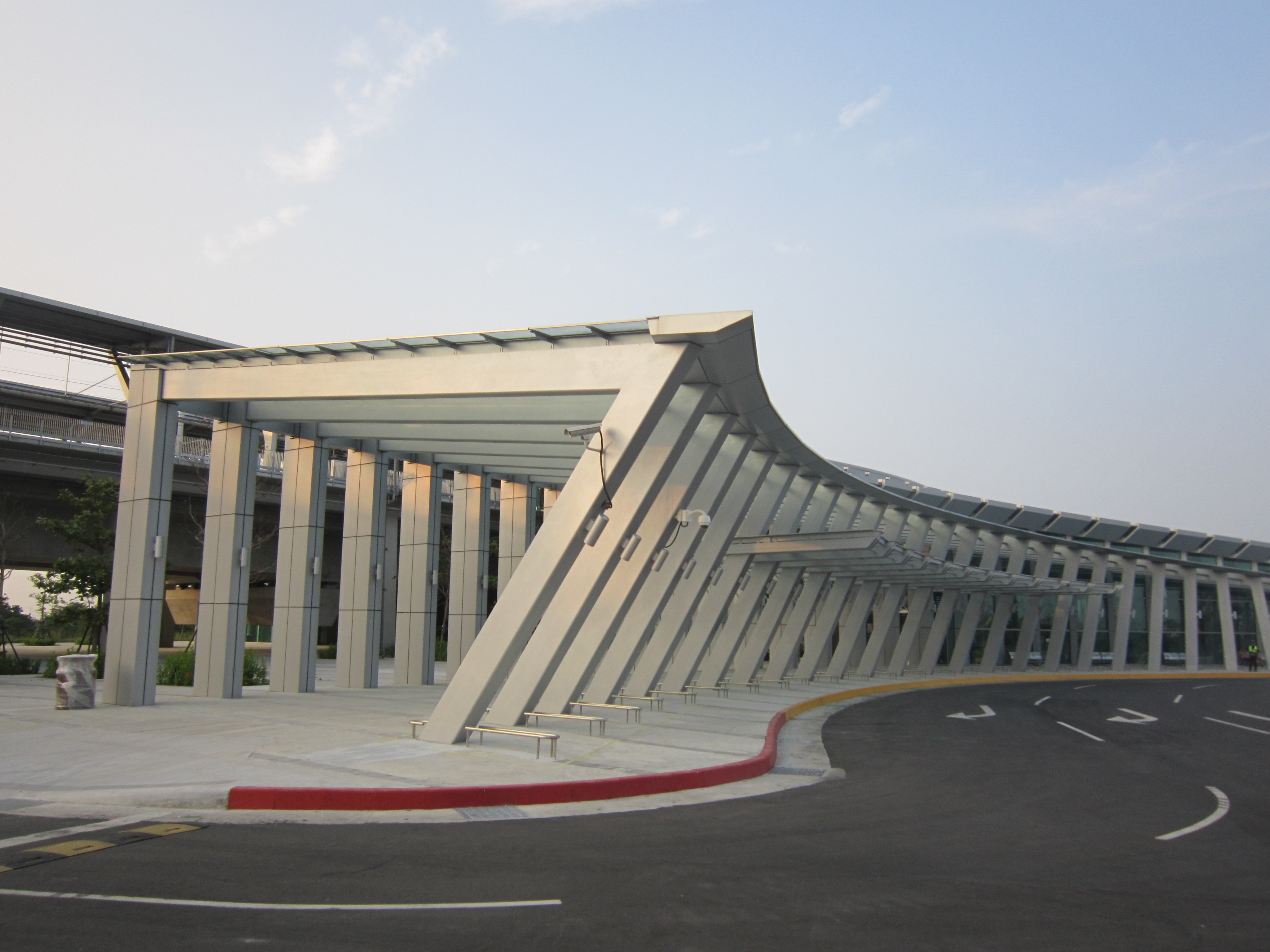
高鐵雲林站

虎尾鎮有台灣高速鐵路經過，其在雲林縣之主車站高鐵雲林站亦在虎尾鎮境內。

### 台灣糖業鐵路

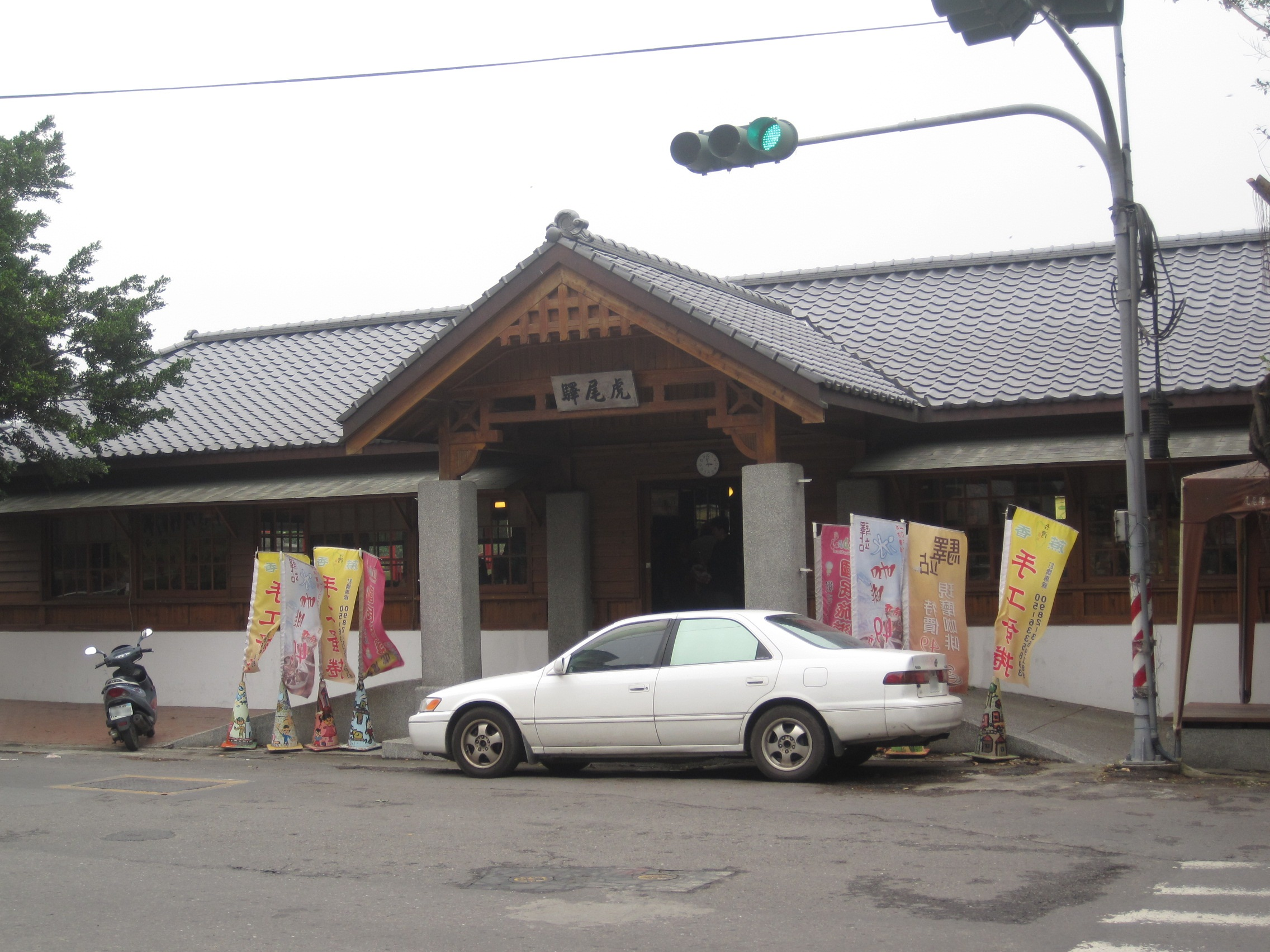
虎尾驛(舊虎尾車站)

虎尾糖廠轄下之運蔗鐵路，自1911年以來即兼營客運、成為地方重要交通工具，也使虎尾位居輻輳之地，計有雲虎線（斗六方面）、北港線（嘉義方面）、龍巖線（臺西方面）、西螺線（西螺方面）、莿桐線（莿桐方面）。昔日的虎尾車站仍保留，但公路發達後，1978年全面撤廢而停駛，現僅餘馬公厝線運蔗。
2015年配合高鐵雲林站通車，雲林縣政府規劃過往虎尾糖鐵復駛連結虎尾市區及高鐵車站。2017年配合國家前瞻基礎建設計畫，2022年經濟部函覆雲縣府，指「由台糖公司先確實推動並完成嘉義蒜頭糖廠蔗埕線第一階段後，再研擬本案後續推動事宜。」。

### 公路
- 境內有中山高速公路（國道一號）經過，並於2017年在境東、里程235.7公里處設虎尾交流道，可聯絡高鐵雲林站、斗六市；斗南鎮境內、虎尾鎮東南方的斗南交流道距虎尾鎮市區約莫4公里，亦常為居民利用。

- 境內有台78線（東西向快速公路台西古坑線）經過，設虎尾交流道於虎尾鎮南側。

- 省道公路則有台1線經過虎尾鎮東側，主要通過惠來厝等聚落。縣道方面，縣道145號為通過市區的主要幹道，在市區內路名為林森路，是西螺、土庫連結重要道路；斗六聯絡道編為縣道145乙線，是雲林車站聯外要道之一；縣道158號則為外環道文科路，為連結土庫馬光及斗南之幹道。

- 市區內主要幹道還有一條名為光復路，是縣道158號舊線。
- 虎尾-北港堤防道路(起至158縣道經虎尾鐵橋-興南橋-五間厝-158甲線-土庫聯美大橋-元長客厝-崙子橋-北港水道頭園區終點)

### 共享運具
- 共享機車
  - 自 2020 年 10 月 8 日起，雲林縣政府與GoShare共同導入共享機車借還服務。[42]
  - 服務範圍包括虎尾市區、高鐵雲林站周圍、埒內社區等，可供 24 小時隨時自助借還騎乘至斗六市區、斗南市區、古坑觀光景點。

- 共享單車
  - 雲林縣政府與MOOVO（運點科技股份有限公司）合作，由MOOVO營運雲林縣公共自行車租賃系統，並於2024年2月7日正式營運，並於虎尾鎮內設有多個租、還車站點

### 公車資訊
- 統聯客運
  - 201 高鐵雲林站－雲林科技大學
  - 1633 台北－北港－四湖鄉
  - 1635 台北－虎尾－四湖鄉
  - 1666 台西－高鐵雲林站
  - 7001 北港－台北
- 嘉義客運
  - 202 元長－高鐵雲林站
  - 7701 嘉義－麥寮（與臺西客運聯營）
- 臺西客運
  - Y02 台灣好行北港虎尾線
  - 301 高鐵雲林站－北港
  - 7101 虎尾－麥寮－雲林長庚醫院
  - 7102 虎尾－斗南南站
  - 7103 斗南南站－麥寮
  - 7104 虎尾－宵仁厝－麥寮
  - 7107 虎尾－元長－口湖
  - 7108 虎尾－有才寮－崙豐
  - 7109 虎尾－台西－崙豐
  - 7110 虎尾－褒忠
  - 7111 虎尾－台西－麥寮
  - 7112 虎尾－下街－麥寮
  - 7116 西螺－廣興－虎尾
  - 7117 西螺－下湳－虎尾
  - 7118 西螺－二崙－虎尾
  - 7119 斗南南站－土庫
  - 7120 斗六－大學路－虎尾
  - 7122 虎尾－斗六
  - 7123 斗六－惠來厝－北港
  - 7124 斗六－北勢子－北港
  - 7701 嘉義－麥寮（與嘉義客運聯營）
  - 9015 臺中車站－北港（與台中客運聯營）
- 員林客運
  - 6880 嘉義－西螺
- 台中客運
  - 9015 臺中車站－北港（與臺西客運聯營）

## 休閒旅遊

### 旅遊景點
- 虎尾糖廠 - 日治時期曾為東南亞最大製糖工場。現今仍為臺灣最大糖廠之一，與彰化縣的溪湖糖廠、屏東市的屏東糖廠，並稱台灣三大糖廠。
  - 虎尾驛
  - 虎尾鐵橋
  - 同心公園
- 虎尾郡
  - 3+1館
    - 虎尾郡役所（雲林布袋戲館）
    - 虎尾郡守官邸（雲林故事館）
    - 虎尾合同廳舍
    - 虎尾登記所（雲林記憶COOL）

  - 虎尾涌翠閣
  - 虎尾舊水塔
- 建國眷村
- 中央廣播電臺虎尾分臺
- 布袋戲文化園區(2013年雲林農業博覽會活動場地）

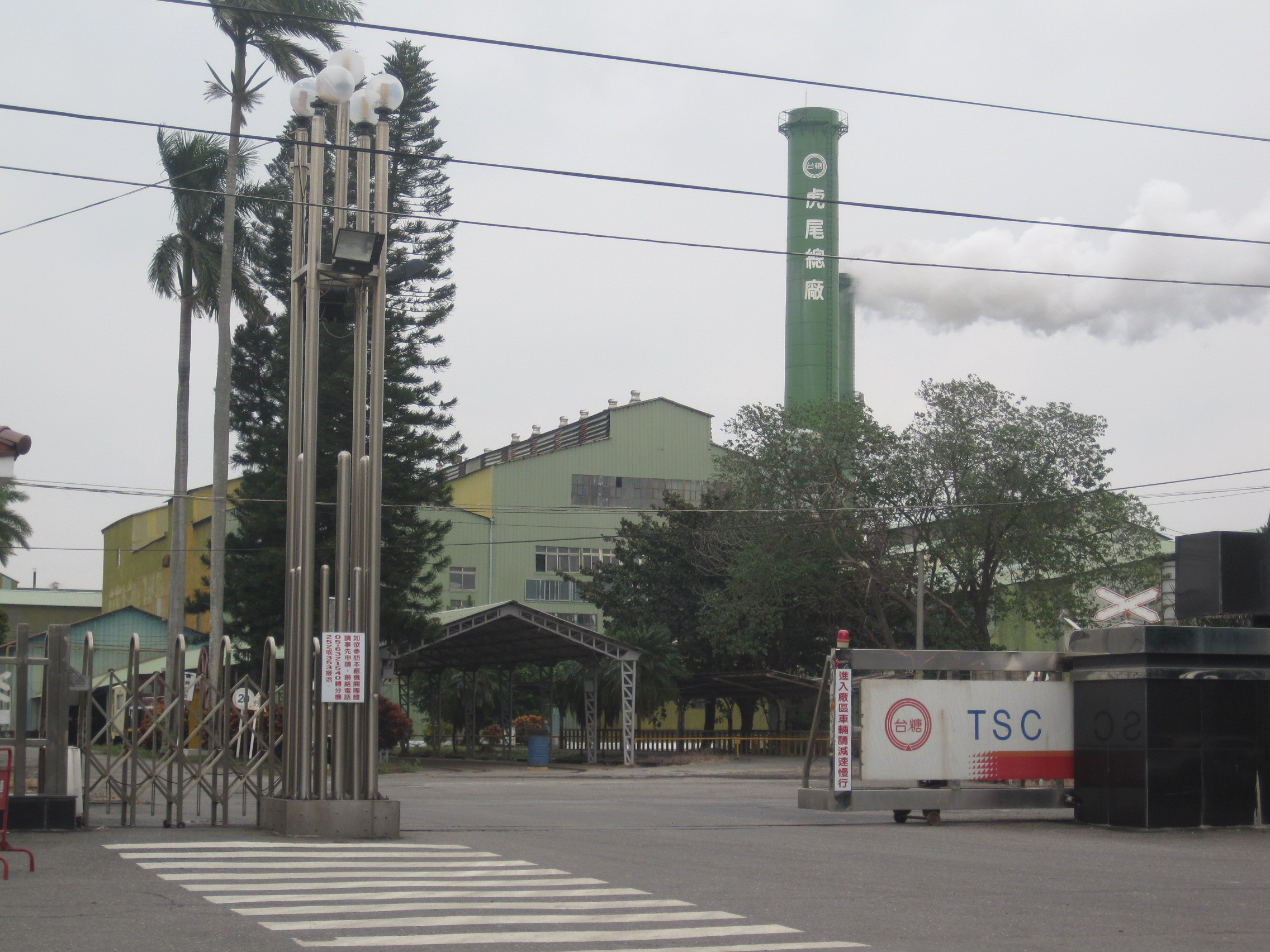
虎尾糖廠
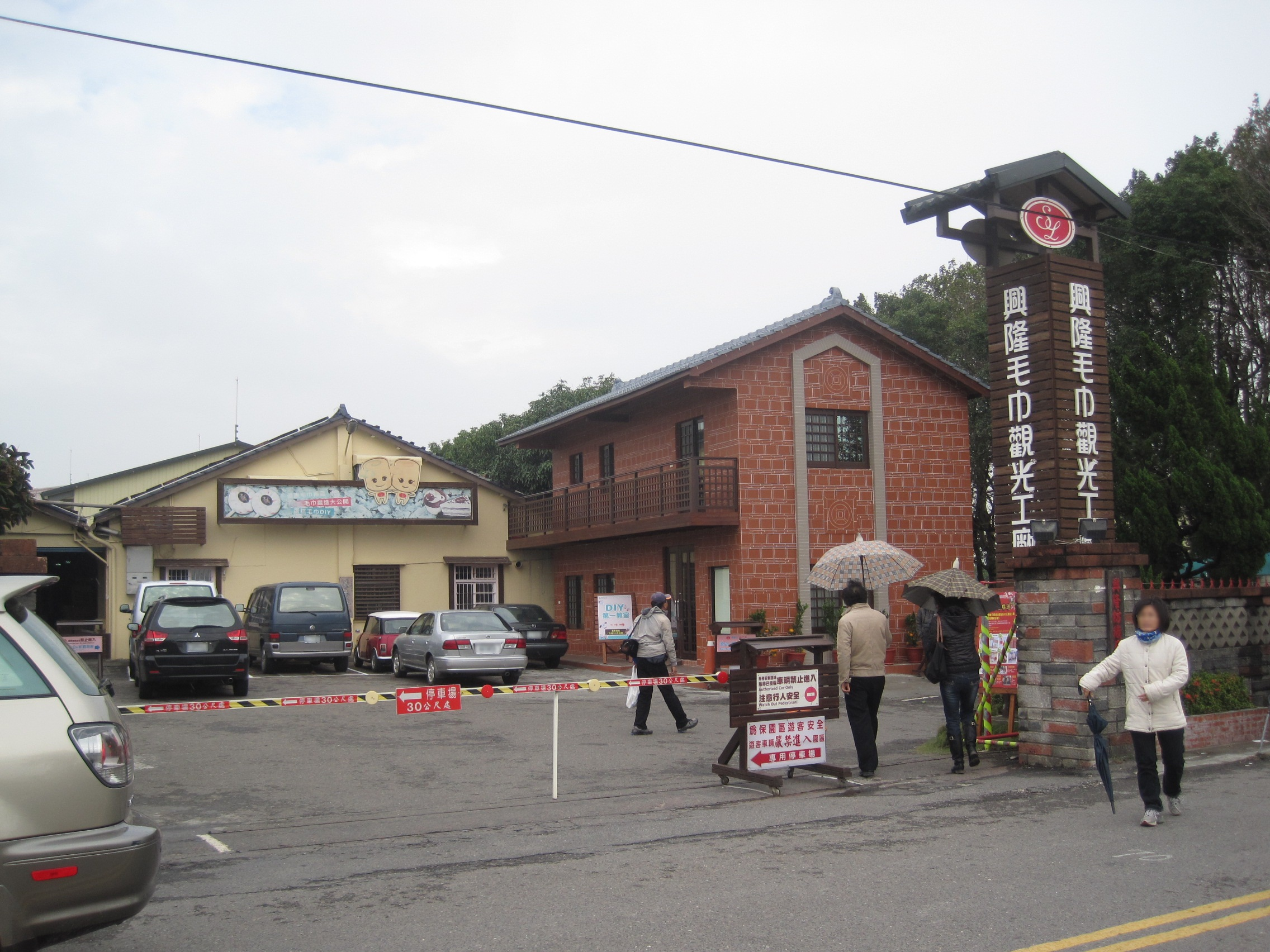
興隆毛巾觀光工廠
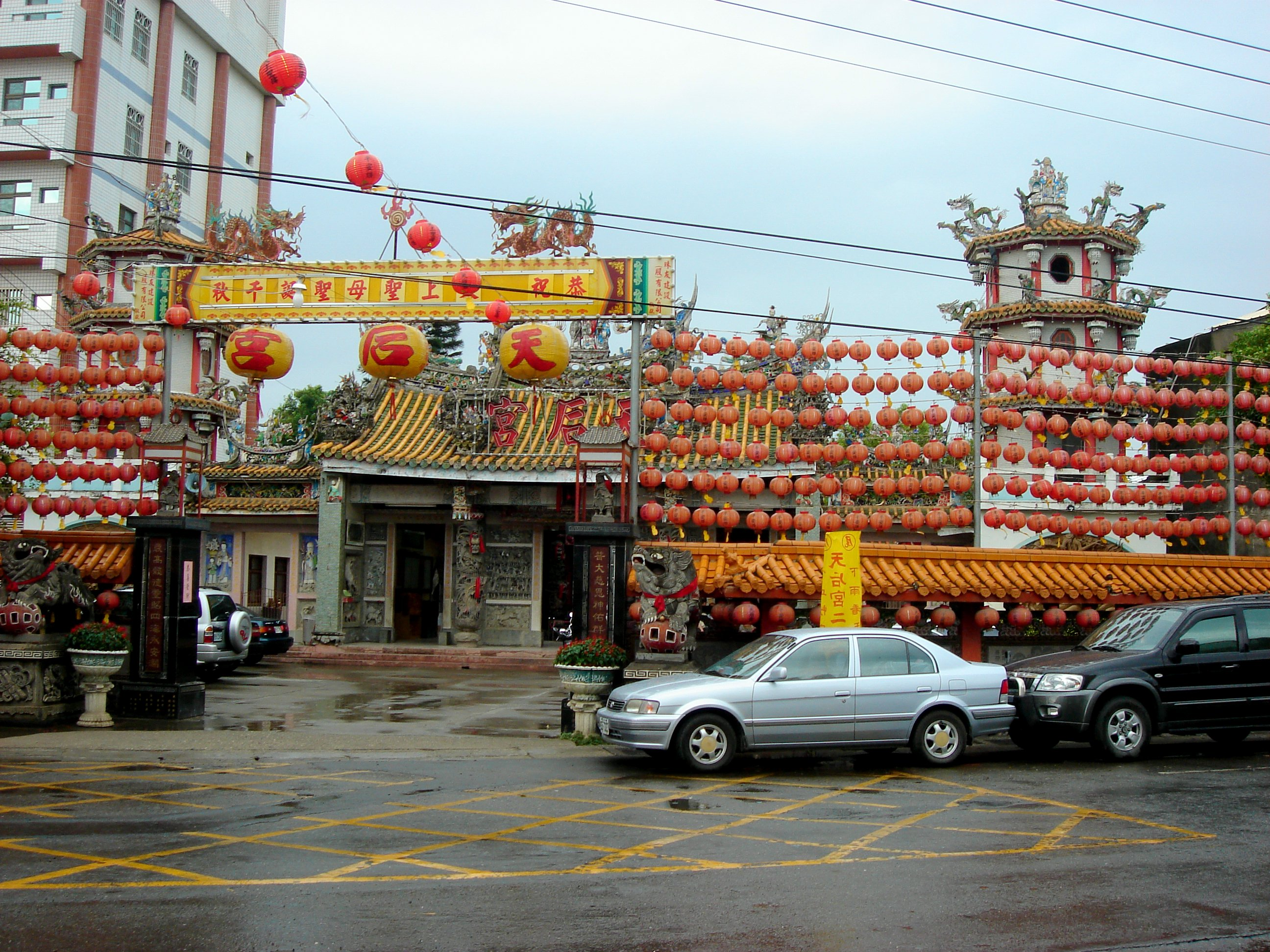
虎尾天后宮
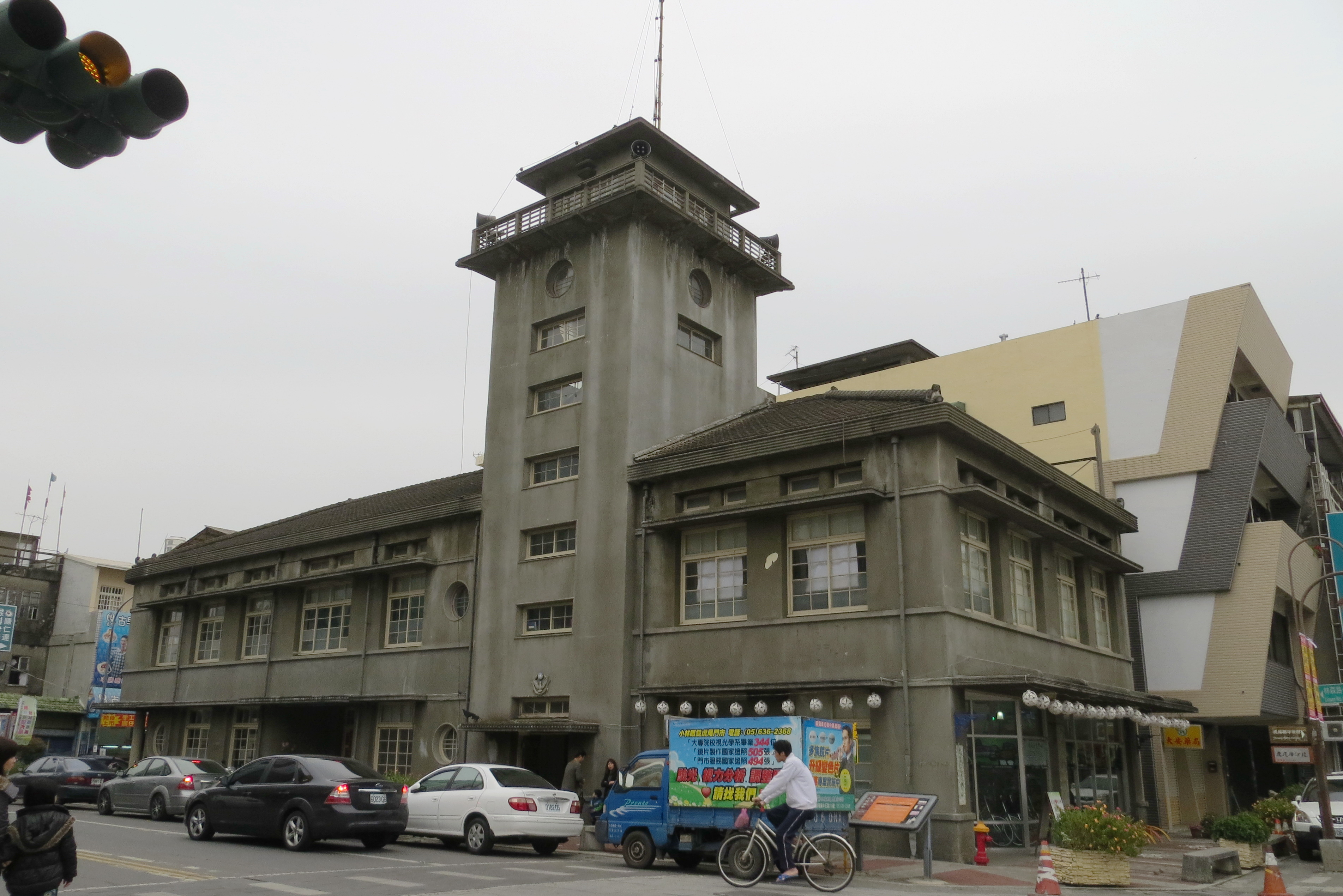
虎尾合同廳舍

- 其他
  - 虎尾圓環六米素還真鋼雕像
  - 虎尾厝沙龍
  - 木棉花道(花期約3月)
  - 美人樹大道(花期約11-12月)
  - 北溪里彩繪剪紙藝術村
  - 頂溪屋頂上的貓
  - 虎尾持法媽祖宮
  - 霹靂布袋戲虎尾總公司
  - 興隆毛巾觀光工廠
  - 奶奶的熊毛巾故事館
  - 双星毛巾OEM客製化工廠

- 虎尾糖廠
- 興隆毛巾觀光工廠
- 虎尾天后宮
- 虎尾合同廳舍

## 姐妹城鎮
- 大間町（日本青森縣）。1979年10月10日，虎尾鎮與大間町透過外交部亞東關係協會協助，成為台日間第一個締結的友好姊妹市鎮。雙方依此交流產業發展、文化教育、觀光旅遊、環境保護等項目。[43]

## 外部連結
- 虎尾鎮公所 （页面存档备份，存于）
- 虎尾鎮公所的Facebook專頁
- YouTube上的虎尾鎮公所頻道